# Cofre da Inconfidência
O Cofre da Inconfidência é uma tesouraria ou fundo especial do Estado português, estabelecido por volta de 1759, durante o reinado de D. José I, sob a égide do seu Secretário de Estado, Sebastião José de Carvalho e Melo, futuro Marquês de Pombal. A sua função primordial consiste em receber, administrar e liquidar o vasto património — incluindo bens móveis, imóveis, rendimentos e direitos — que é confiscado aos indivíduos e entidades acusados e condenados pelo crime de lesa-majestade.
As suas principais fontes de receita provêm de dois alvos centrais da política pombalina de centralização do poder: a alta nobreza, com destaque para as Casas de Távora, Aveiro e Atouguia, cujos bens foram confiscados após o Processo dos Távoras em 1759; e a Companhia de Jesus, cujas vastas propriedades foram integralmente sequestradas no âmbito da sua expulsão de Portugal e dos seus domínios no mesmo ano.
Administrativamente, o Cofre opera sob a alçada do Juízo da Inconfidência, o tribunal de exceção criado para julgar os crimes de alta traição. No entanto, as suas contas e o produto final da sua liquidação são, em última instância, integrados no erário régio a nova e centralizada tesouraria do Estado, criada por Pombal em 1761. Esta estrutura revela o seu papel como um instrumento financeiro-judicial fundamental no projeto pombalino. Mais do que uma mera entidade contabilística, o Cofre da Inconfidência representa uma poderosa ferramenta de engenharia política e social, sendo a materialização financeira da repressão política. Através dele, uma enorme riqueza é transferida das mãos da nobreza tradicional e da Igreja para o controlo direto do Estado, financiando as suas reformas e consolidando o poder absoluto do monarca.

## Contexto Histórico: O Período Pombalino e a Supressão da Oposição
O governo de Sebastião José de Carvalho e Melo (1750-1777) é profundamente marcado pela implementação dos princípios do despotismo esclarecido. O seu projeto político visa modernizar o Estado português, fortalecer a economia e, acima de tudo, centralizar o poder na figura do rei, subjugando quaisquer focos de poder autónomos que pudessem rivalizar com a Coroa, nomeadamente a alta nobreza e o clero.
A criação do Cofre da Inconfidência não resulta de uma reforma fiscal planeada, mas sim de uma consequência administrativa direta e necessária de dois dos mais violentos atos de repressão política do período. A cronologia dos eventos é fundamental para a sua compreensão: os confiscos em massa ocorreram em 1759, enquanto o Erário Régio, a grande reforma fiscal de Pombal, só seria instituído em 1761. O Cofre surge, assim, como uma ferramenta de emergência para gerir o imenso espólio resultante das purgas políticas, funcionando como a institucionalização dos despojos da guerra de Pombal contra os seus inimigos internos.

### Confronto com a Alta Nobreza: O Processo dos Távoras
A tentativa de regicídio contra D. José I, em setembro de 1758, forneceu o pretexto ideal para Carvalho e Melo neutralizar as facções da alta nobreza que se opunham ao seu crescente poder. As proeminentes famílias Távora, Aveiro e Atouguia foram rapidamente implicadas na conspiração. O subsequente julgamento, conduzido por um tribunal especial denominado Junta da Inconfidência, culminou em execuções públicas de extrema brutalidade em Belém, a 13 de janeiro de 1759, e na confiscação total dos seus vastos patrimónios. O termo "Inconfidência", associado a este processo, tornou-se sinónimo de traição ao Estado, dando nome não só ao tribunal, mas também ao cofre destinado a administrar os bens dos condenados.

### Confronto com a Igreja: A Expulsão da Companhia de Jesus
Paralelamente, Pombal via a Companhia de Jesus como um "Estado dentro do Estado". A sua imensa riqueza, influência política, controlo sobre a educação e lealdade primordial ao Papado representavam um obstáculo direto ao seu projeto regalista de subordinação da Igreja à Coroa. Acusados de envolvimento no atentado ao rei e de conspirações para usurpar o poder no Brasil, os Jesuítas tornaram-se alvo de uma campanha sistemática de perseguição.
A Carta Régia de 19 de janeiro de 1759 deu a ordem para o sequestro imediato de todos os bens móveis e de raiz, rendas e direitos pertencentes à Companhia em Portugal e nos seus domínios ultramarinos. Esta ação foi formalizada pela Lei de 3 de setembro de 1759, que decretou a proscrição e expulsão definitiva dos Jesuítas. Esta medida libertou um património de valor incalculável, cuja gestão exigia uma estrutura administrativa dedicada, função que foi assumida pelo Cofre da Inconfidência.

## Criação, Natureza e Estrutura Administrativa
O Cofre da Inconfidência é estabelecido como o braço financeiro do Juízo da Inconfidência, o tribunal que julga os crimes de alta traição. A sua função é estritamente administrativa: inventariar, gerir, arrendar, vender em leilão e contabilizar a totalidade dos ativos confiscados por sentença judicial.
Com a criação do Erário Régio por decreto de 22 de dezembro de 1761, o Cofre da Inconfidência, embora mantendo a sua designação e função específica, passa a estar hierarquicamente subordinado a esta nova tesouraria central, à qual deve prestar contas. A sua integração no sistema financeiro do Estado é visível nos próprios registos contabilísticos do Erário Régio, que listam o "Interino do Cofre da Inconfidência" como uma das suas contas, registando um saldo de 7.981.922 réis em determinado momento, o que demonstra a transferência efetiva de fundos.
A natureza do Cofre é singularmente híbrida, transitando entre as esferas judicial, executiva e fiscal. A sua legitimidade deriva de sentenças judiciais, a sua operação exige uma vasta capacidade executiva para gerir propriedades por todo o império, e a sua supervisão final é fiscal, sob a alçada do Erário Régio. Esta fusão de poderes numa única entidade reflete a própria natureza do regime pombalino, que utilizou o poder judicial para expropriar, o poder executivo para administrar e o poder fiscal para absorver a riqueza, canalizando tudo através desta estrutura temporária mas eficaz.
Uma característica notável, que espelha o espírito modernizador da época, é a instrução para que a escrituração da arrecadação destes bens seja efetuada "pela forma mercantil". A adoção de métodos contabilísticos comerciais, mais rigorosos e associados à eficiência do capital, não é apenas uma escolha técnica, mas também um ato ideológico. Aplicar a "forma mercantil" aos bens da "velha" nobreza e da Igreja é uma afirmação simbólica de que a riqueza "improdutiva" e feudal destes grupos está a ser racionalizada e posta ao serviço do novo Estado mercantilista, demonstrando a superioridade da nova ordem pombalina.